# Vellozia brevifolia
Vellozia brevifolia är en enhjärtbladig växtart som beskrevs av Moritz August Seubert. Vellozia brevifolia ingår i släktet Vellozia och familjen Velloziaceae.

## Underarter
Arten delas in i följande underarter:
- V. b. angustior
- V. b. brevifolia